# Jill S. Quadagno
Jill S. Quadagno (* 4. November 1942) ist eine US-amerikanische Soziologin und emeritierte Professorin der Florida State University. 1998 amtierte sie als Präsidentin der American Sociological Association (ASA). Sie wurde durch ihre Beiträge zur Sozialgerontologie bekannt.
Quadagno machte 1964 das Bachelor-Examen an der Pennsylvania State University, 1966 das Master-Examen in Soziologie an der University of California, Berkeley und promovierte (Ph.D.) 1976 an der University of Kansas. Von 1977 bis 1987 war sie dort Assistenzprofessorin und 1988 Gastprofessorin an der Harvard University. 1979 war sie als Postdoctoral Fellow an der britischen Cambridge University. Seit 1987 lehrt und forscht sie an der Florida State University.

## Schriften (Auswahl)
- Aging and the life course. An introduction to social gerontology. 7. Auflage,  McGraw-Hill Education, New York 2018, ISBN 978-1-25987-044-6.
- One nation, uninsured. Why the U.S. has no national health insurance. Oxford University Press, Oxford/New York 2006, ISBN 978-0-19531-203-4.
- The color of welfare. How racism undermined the war on poverty. Oxford University Press, New York 1994, ISBN 0195079191.
- The transformation of old age security. Class and politics in the American welfare state. University of Chicago Press, Chicago 1988, ISBN 0226699234.